# Kostinbrod
Kostinbrod (bulharsky Костинброд) je město ležící v západním Bulharsku, v Sofijské kotlině na jihozápadním úpatí Staré planiny. Je správním střediskem stejnojmenné obštiny a má přes 11 tisíc obyvatel.

## Historie
Díky zdejším minerálním vodám zde v římské době vzniklo sídliště. Jižně od jeho okraje probíhala silnice Via Diagonalis. Ve městě, které je zaznamenáno jako Scretisca, se dochovalo vícero památek, jednak lázně, jejichž pozůstatky jsou stále viditelné, ale především rezidence Konstantina Velikého (palatium Scretisca), která byla zničena ohněm patrně při nájezdu Hunů ve 40. letech 5. století. Asi 1 km odtud leží cestovní stanice Mutatio ad Scretisca, první zastávka západně od Serdiky, jak se uvádí v průvodci Hinerarium Burdigalense z roku 333. Později se tu rozkládala raně byzantská opevněná osada Kratiskara (Κρατισκαρα), která podle Prokopia z Kaisareie vznikla během první čtvrti 6. století a při jejíž stavbě byl použit materiál z rozbořené rezidence. Měla roli správního střediska, ale s příchodem Slovanů v 70. a 80. letech téhož století byla pravděpodobně vyvrácena.
Až do doby vzniku Bulharského knížectví v roce 1878 nejsou žádné důkazy o místním osídlení. Pouze na pravém břehu u brodu přes řeku Belica se nacházel zájezdní hostinec. Údajně je současný název obce odvozen od jména jeho majitele, kterým byl jakýsi Kosta a místu začali říkat Kostinbrod. Dnes je centrum tehdejší dědiny východně od Lomské silnice. Nejbližší místo, o kterém jsou zachovány záznamy, je Šijakovský klášter, kde Vasil Levski založil v roce 1871 místní revoluční výbor. Na katastru města se také nacházejí dvě starobylé kaple neznámého datování. Zdejší kostel byl postaven v letech 1905 až 1907. Jde o největší chrám v blízkém okolí Sofie.
V roce 1930 zde Nikola Čilov (1885-1936) založil potravinářskou továrnu, která vyráběla také oleje, hnojiva, mýdla, kosmetiku, a tak uplatňovala bezodpadové technologie, a tím položil základy pro průmyslové odvětví, které využívalo místní hojné suroviny. Výrobní procesy byly aktualizovány každých 3 až 5 let podle nejnovějších poznatků. Výrobky byly velmi kvalitní a vesměs se vyvážely do Evropy a dokonce i do USA a Japonska. Přitom výroba plně uspokojovla i domácí potřebu, která v té době nebyla tak velká, protože se  část obdobné produkce vyráběla ještě doma. Firma patřila s ročním obratem více než 1 miliardu leva k pěti největším daňovým poplatníkům a byla také největším zdrojem devizových příjmů v království, a to i koncem 30. let, kdy se mimořádně zvýšil vývoz tabáku do Německa. Vytvořil také v Evropě neobvyklý sociální systém bezplatného bydlení a stravování a svým dělníkům zabezpečoval levné úvěry. Jím založené chemické továry představovaly na Balkáně až do 50. let nejsilnější průmyslové odvětví. S nástupem komunismu byl podnik okamžitě znárodněn a přejmenován na „Státní závod Georgi Dimitrov” a Nikola Čilov byl stigmatizován jako „záludný vykořisťovatel lidské práce”.
V průběhu socialismu vznikl plán přeměnit Kostinbrod ve velké město. K obci byly proto připojeny sousední dědiny Šijakovci a Maslovo, nově příchozí se usadili v tzv. Novém Městě. V roce 1959 byl ve městě postaven ve své době jeden z nejsilnějších krátkovlnných vysílačů, který vysílá dodnes program bulharského národního rozhlasu do zahraničí. Také zde byla postavena drůbežárna a díky jejímu úspěchu pak následně Drůbežážský ústav, Ústav živočišné výroby a Ústav bobulových plodin, největší na Balkánském poloostrově. Pod patronací Todora Živkova vznikla ve své době jedna z největších institucí s názvem Ústav obilného a krmného průmyslu. Mnohé z těchto institucí ukončily v devadesátých letech svou činnost, avšak některé se úspěšně transformovaly, takže na území obce je více než 17 malých a středních podniků potravinářského průmyslu. Díky blízkosti hlavního města se Kostinbrod v devadesátých letech ukázal jako dobré místo pro investice. V roce 2001 zde byla jako první v Bulharsku provedena digitalzace krátkovlnného vysílání.

## Obyvatelstvo
Ve městě žije 12 464 obyvatel a je zde trvale hlášeno 11 454 obyvatel. Podle sčítání 1. února 2011 bylo národnostní složení následující:
- Bulhaři: 10 909 (97.9 %)
- Romové: 166 (1.5 %)
- Turci: 18 (0.2 %)
- ostatní: 53 (0.5 %)